# Рациональное природопользование
Рациональное природопользование — использование природных ресурсов в объёмах и способами, которые обеспечивают устойчивое экономическое развитие, гармонизацию взаимодействия общества и природной среды, рационализацию использования природно-ресурсного потенциала, экономические механизмы экологобезопасного природопользования.

## Общее описание
Рациональное природопользование — система использования природных ресурсов, которая характерна для интенсивного хозяйства и активно внедряется со второй половины XX века. Геологические аспекты Р. П. включают выбор таких способов разработки полезных ископаемых, которые обеспечивают наиболее полное его удаление при не добытых полезных ископаемых, создание условий для восстановления возобновляемых природных ресурсов (главным образом подземных вод), рекультивацию земель, организации безотходного производства, а в случае технической невозможности или экономической нецелесообразности такого решения — организация хранения отходов, что сводит к минимуму вредные последствия такого мероприятия.
Рациональное природопользование направлено на обеспечение условий существования человечества и получение материальных благ, предотвращение возможных вредных последствий человеческой деятельности, на поддержание высокой производительности природы, и охрану, и экономное использование ее ресурсов.
Рациональное природопользование должно обеспечить полноценное существование и развитие современного общества, при условии сохранения высокого качества среды человека. Этого можно достичь благодаря экономической эксплуатации природных условий и ресурсов при эффективном режиме их воспроизведения с учетом перспективных интересов развития хозяйства и сохранения здоровья людей.
Нерациональным есть такое природопользования, когда воздействие человека на природу приводит к упадку сил ее восстановительных свойств, снижение качества и истощению природных ресурсов, загрязнение окружающей среды. Оно может возникнуть как следствие не только прямых, но и косвенных воздействий на природу.
Соблюдение принципов рационального природопользования позволит разработать мероприятия по охране окружающей среды, восстановить нарушенные взаимосвязи в экосистемах, предотвращать обострение экологических ситуаций.

## Принципы рационального природопользования
1. «Нулевой уровень» потребления природных ресурсов
2. Соответствия антропогенной нагрузки природно-ресурсного потенциала региона
3. Сохранение пространственной целостности природных систем в процессе их хозяйственного использования
4. Сохранение естественно обусловленного кругооборота веществ в процессе антропогенной деятельности
5. Согласования производственного и природного ритмов
6. Приоритетность экологической оптимальности на долгосрочную перспективу при определении экономической эффективности текущего природопользования

## Условия рационального природопользования
Для достижения состояния устойчивого (экологически сбалансированного) развития необходим ряд предпосылок, которыми, как отмечалось в докладе «Наше общее будущее» Международной комиссии по окружающей среде и развитию (1987), являются:
- политическая система, способная обеспечить участие широкого круга общественности в принятии решений
- экономическая система, которая могла бы обеспечить расширенное производство и технический прогресс на собственной прочной базе
- социальная система, способная обеспечить снятие напряжений, возникающих в условиях негармоничного экономического развития
- система эффективного производства, ориентированного на сохранение эколого-ресурсной базы
- технологическая система, которая могла бы стимулировать постоянный поиск новых решений
- международная система, которая способствовала бы устойчивости торговых и финансовых связей

## Рациональное использование земли
Рациональное использование земли — обязательное экологическое требование при использовании этого природного ресурса, ведь базовый законодательный акт (Закон Украины «Об охране окружающей природной среды») в сфере экологии прямо указывает, что использование природных ресурсов гражданами, предприятиями, учреждениями и организациями осуществляется с соблюдением рационального и экономного использования природных ресурсов на основе широкого применения новейших технологий.